# Kasteel Ravestein

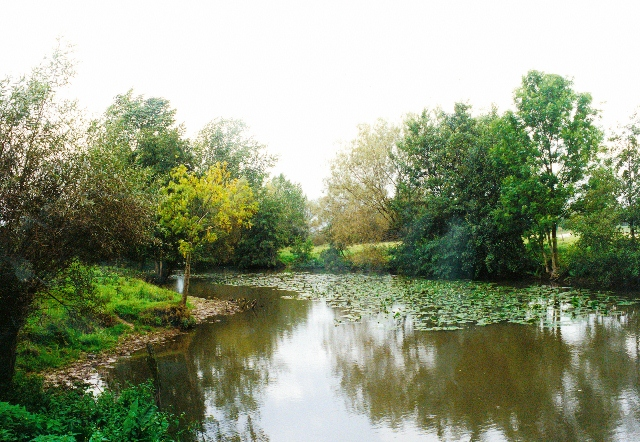
Oude Dijle

Het Kasteel Ravestein is een kasteel in de tot de Vlaams-Brabantse gemeente Boortmeerbeek behorende plaats Hever, gelegen aan de Ravesteinstraat 50.

## Geschiedenis
Op deze plaats langs de Dijle bevond zich een middeleeuws mottekasteel. Dit bestond uit een opperhof en een neerhof, elk op een eiland gelegen. In 1819 werd de meander van de Dijle waaraan het kasteel lag afgesneden en kreeg de naam Oude Dijle. In 1762 werd Pierre de Meester heer van Ravestein. Diens kleinzoon, Emile de Meester, kreeg het domein in 1854 in bezit. Omstreeks 1866 liet hij de slotgracht tot een vijver omvormen. ook liet omgevormd tot natuurgebied.hij het kasteel verbouwen en uitbreiden met twee zijvleugels waarin mogelijk zijn kunstverzameling werd ondergebracht, bekend als het Musée de Ravestein.
In 1885 schonk Emile het kasteel aan de Commissie van Openbare Onderstand. Deze nam het kasteel in 1894 in gebruik als rusthuis voor bejaarden. Het werd daartoe sterk vergroot. Ook werd een neogotisch mortuarium gebouwd. Het omliggende park werd gewijzigd, waarbij ook op de veiligheid van de bejaarden moest worden gelet.
In 2008 werd het rusthuis verplaatst naar een nieuwe campus, die De Ravestein werd genoemd. 
In het park worden jaarlijks tal van activiteiten georganiseerd, zoals de Ravestein Park Cross (het derde weekend van November), de Zomerse dinsdagen , en Muzas.